# Баки (мангыт)
Баки́ (ум. 1542/1543) — бий Мансурульской орды (1532—1535, 1540—1542), карачибек крымских мангытов, сын Хасана-мурзы и дочери крымского хана Менгли I Гирея, внук Тимура, праправнук временщика поздней Золотой Орды князя Едигея.

## Биография
Впервые упоминается в 1524 году в числе других вельмож, приносящих клятву на мирном договоре с Москвой. Назначен беком мангытов ханом Ислямом I Гиреем в период его борьбы с Саадетом I Гиреем. После примирения братьев Саадет подтвердил сделанное Ислямом назначение. В 1529 году Саадет Гирей требовал в у Москвы для Баки «царёву пошлину», то есть дары, равные получаемым беклярбеком Золотой Орды. В 1532 году совершил налет на Мещеру, проникнув туда вслед за ногайским посольством Саид-Ахмета. Посольство было заподозрено в пособничестве налётчикам и потребовалось немало усилий, чтобы убедить в обратном. После этого Баки, выехав из Крыма в Ногайскую Орду, кочевал в Поволжье. Когда Баки покинул Крым должность карачибека перешла к его младшему брату Ходже Ахмеду. В 1535 году в числе других поволжских мирз отправлял посольство в Москву, которая поддерживала с ним дипломатические отношения, как и со многими ногайскими мирзами. Ногайцы тогда обязались препятствовать крымским налётам на Русь.
Летом 1537 года в степях к северу от Перекопа Баки-бей совершает налет и убивает Исляма I Гирея, оппонента крымского хана Сахиб I Герая. При этом он захватывает знатного русского князя Семёна Фёдоровича Бельского, бежавшего из Литвы. Позднее Сахиб I Гирей писал, что он специально послал Баки в Ногайскую орду, с целью дальнейшего неожиданного нападения на Исляма. Однако ногайский мирза Кель-Мухаммед также в письме Ивану Грозному утверждал, что это он убедил Баки в необходимости нападения.
После убийства Исляма Баки отправляется в Иран, где уже прославился своими подвигами его младший брат Дивей. В 1539-1540 годах Баки и Дивей вновь объявились в Ногайской орде. Оттуда они напали на отряды Сахиба Гирея, возвращающиеся из похода в Молдавию. Братьям удалось ограбить караван, но Дивей попал в плен. Хан использовал Дивея и его брата Ак-Биби, для того чтобы завлечь Баки в Крым. Миссия Дивея в Азов не имела результата, но Ак-Биби (которому хан обещал свою дочь) сумел уговорить Баки.
В 1540 году вернулся в Крым, хан вернул ему должность карачибека, отобрав её у Ходжи Ахмеда. Баки с братьями возглавили левое крыло ханства. В 1541 году хан организовал большой поход на Русь, в котором участвовали османские и астраханские войска. Хан подозревал, что Баки может предательски напасть на него при переправе через Оку и приказал его отрядам переправляться первыми. Почему-то Баки отказывался. В препирательствах был потерян день, а далее на Оку вышли русские войска с артиллерией. Переправа стала невозможной. В гневе хан послал письмо Ивану Грозному, в котором писал, что тот спасся только благодаря Баки.
Сразу расправиться с карачибеком хан не смог. После возвращения в Крым Баки пребывал на Мангытских землях к югу от Перекопа. Зимой 1542-1543 года хану удалось захватить Баки. Его казнили, держав в воде пока не замёрз.